# Morvant
Pour l’article ayant un titre homophone, voir Morvan.
Morvant est une localité de Trinité-et-Tobago, située à l'est de Port-d'Espagne, la capitale de l'île, dans la région de San Juan-Laventille.
Le secteur qui est densément peuplé, héberge une majorité d'habitants de la classe ouvrière, et a une réputation d'insécurité liée à une forte activité criminelle.